# Евстропьев, Константин Сергеевич
Константин Сергеевич Евстро́пьев (1906—1972) — советский учёный в области физико-химии стекла и технологии оптических стёкол. Заслуженный деятель науки и техники РСФСР (1970). Лауреат Сталинской (1943) и  Государственной (1970) премий .

## Биография
Родился в 1906 году в Санкт-Петербурге. В 1925 году поступил на биологический факультет ЛГУ, но после года обучения перевёлся на химический факультет, где преподавали известные физико-химики профессора М. С. Вревский и С. А. Толкачёв, академики А. Е. Фаворский и В. Е. Тищенко. На старших курсах включился в научные исследования под руководством Б. П. Никольского. Занимался разработкой химического состава электродных стёкол и применением стеклянных электродов для измерений в водных и неводных растворах. Окончив университет в 1930 году, начал работать в ГОИ, в химической лаборатории, возглавляемой профессором ( академиком с 1932) И. В. Гребенщиковым. Кандидат химических наук (1938), доктор химических наук (1940), профессор (1944). С 1949 года — начальник лаборатории. 
Работу в ГОИ совмещал с преподавательской деятельностью в ЛТИ (ассистент кафедры технической электрохимии с 1931 года, один из организаторов кафедры технологии стекла в 1944 году, руководитель кафедры с 1960 года, ректор ЛТИ с 1952 по 1963). С 1938 года работал и в ЛГУ имени А. А. Жданова, где организовал и возглавил лабораторию  электрохимических методов анализа. 
Основные направления научной деятельности — исследование физико-химических свойств и строения силикатных, фторбериллатных, фторфосфатных, халькогенидных стеклообразующих систем, разработка новых оптических стёкол различного назначения; усовершенствование технологии стекловарения и обработки стёкол, химическая устойчивость поверхности полированных  стёкол.
В 1930-х годах выполнил большой цикл исследований вязкости стекла, разработал первые отечественные измерительные приборы — вискозиметры, в том числе с непрерывной автоматической записью измерений. Исследовал электрические свойства стёкол. Результаты работ по температурной зависимости вязкости и электропроводности нашли применение в технологии производства оптического стекла. Следующий цикл исследований был посвящён вопросам повышения однородности стекла, на основе которых предложил эффективный метод скоростного перемешивания стёкол в процессе варки. Внедрение этого метода в производство во время Великой Отечественной войны позволило заводам отрасли значительно увеличить выход  стекла требуемой однородности и создать технологию ускоренного формования заготовок оптических деталей из расплавленной стекломассы. 
В послевоенное время занимался исследованием процессов стеклообразования и кристаллизационной способности многокомпонентных систем с использованием редкоземельных элементов в кислородных и бескислородных стёклах. Результатом стало создание и внедрение в промышленность новых типов стёкол, в том числе прозрачных в далёкой УФ- и ИК областях спектра, обладающих высокой электропроводностью, и других, с оптическими постоянными, далеко выходящими за пределы имевшихся стёкол диаграммы Аббе.
Опубликовал более 160 научных трудов. Соавтор ряда учебников по химии кремния, физической химии и технологии стекла. Под его руководством кандидатами наук стали 46 человек, из них 8 -докторами наук, в том числе будущий академик РАН Г. Т. Петровский.

## Награды и премии
- Сталинская премия третьей степени (1943) — за разработку нового метода варки оптического стекла и получения из него оптических деталей
- Государственная премия СССР (1970)
- заслуженный деятель науки и техники РСФСР (1970)
- ордена и медали